# Церква Чуда Святого Архистратига Михаїла (Дора)
Церква Чуда Святого Архистратига Михаїла (Дора) — діюча дерев'яна церква в передмісті Дора м. Яремче (вул. Кам'янка, 32) Івано-Франківської області, Україна, пам'ятка архітектури національного значення, датована 1844 роком, коли вона була розширена.

## Історія
Церква первино була побудована в XVII століття і через збільшення кількості прихожан розширена в 1844 році за проєктом місцевого архітектора Гнішіка В. Церква Чуда Святого Архистратига Михаїла була головною в окрузі, зокрема до побудови церкви Святого Іллі в ній молились монахи монастиря отців студитів в Дорі, а її дочірньою філією була церква Успіння Пресвятої Богородиці в Яремчі. На початку XX століття інтер'єр церкви змінили замалювавши стики між колодами, а потім замалювавши і розписавши весь її внутрішній простір. Первинно церква належала греко-католицькій громаді (в 1930-х рр. парохом був о. Євстахій Шмериковський), у 1946 році її передали Російській православній церкві, проте о. Антоній Казновський ще кілька років служив літургію за греко-католицьким обрядом. В радянські часи церква охоронялась як пам'ятка архітектури Української РСР (№ 238). Розписи в церкві в 50-х роках ХХ століття реставрував місцевий художник. Після 1990 року церкву повернули громаді УГКЦ, де в ній здійснює службу отець Іван Лейбюк.   

## Архітектура
Церква побудована в гуцульському стилі, розташована на горбі, хрестоподібна в плані з великим центральним квадратним зрубом, над яким лежить восьмигранна основа, яка підтримує шатроподібний дах з грушеподібною маківкою. Бокові зруби покриті двоскатними дахами з фронтонами та маківками на їх кінцях. До бабинця добудований прямокутний притвор. Церква має опасання, яке йде навколо неї і переходить в дах ганку. Опасання розташовується на кінцях зрубів. Опасання церкви та її стіни вище від нього разом з дахом перекриті бляхою з чеканкою, а нижче опасання розташовані відкриті колоди зрубу.
В інтер'єрі перехід від центрального зрубу нави до бокових зрубів оформлений арками. В інтер'єрі збереглися первинні не замальовані розписи царських і бокових (дияконських) воріт, а також сцени мук Святої великомучениці Варвари на правому бічному престолі. Розписи іконостаса  (пророчий, апостольський ряди) зроблені в XIX столітті, яким датована також частина ікон в церкві. Кіот на престолі виконаний у католицькому стилі, оздоблений скульптурами ангелів.

## Див також
- Вознесенська церква (Ясіня);
- Церква Благовіщення Пречистої Діви Марії (Коломия);
- Церква Вознесіння Господнього (Устеріки);
- Церква Різдва Пресвятої Богородиці (Тисмениця);
- Церква Святого Василія Великого (Черче).